# Cattedrali negli Stati Uniti d'America
Questa è una lista delle cattedrali negli Stati Uniti d'America.

## Stati

### Alabama
| Città      | Cattedrale                            | Chiesa                        | Diocesi                                     | Immagine | Localizzazione e riferimenti |
| ---------- | ------------------------------------- | ----------------------------- | ------------------------------------------- | -------- | ---------------------------- |
| Birmingham | Cattedrale di San Paolo               | Chiesa cattolica              | Diocesi di Birmingham                       |          | 33°31′00.59″N 86°48′18.32″W  |
| Birmingham | Cattedrale dell'Avvento               | Chiesa episcopale             | Diocesi episcopale dell'Alabama             |          | 33°31′09″N 86°48′30″W        |
| Mobile     | Cattedrale dell'Immacolata Concezione | Chiesa cattolica              | Arcidiocesi di Mobile                       |          | 30°41′24″N 88°02′45″W        |
| Mobile     | Cattedrale di Christ Church           | Chiesa episcopale             | Diocesi episcopale della Central Gulf Coast |          | 30°41′21.88″N 88°02′25.44″W  |
| Selma      | Cattedrale del Re                     | Chiesa episcopale carismatica | Diocesi di Gulf Coast                       |          | [ 5 ]                        |

### Alaska
| Città       | Cattedrale                                          | Chiesa                              | Diocesi                                             | Immagine | Localizzazione e riferimenti |
| ----------- | --------------------------------------------------- | ----------------------------------- | --------------------------------------------------- | -------- | ---------------------------- |
| Anchorage   | Cattedrale di Nostra Signora di Guadalupe           | Chiesa cattolica                    | Arcidiocesi di Anchorage-Juneau                     |          |                              |
| Anchorage   | Cattedrale di Sant'Innocenzo                        | Chiesa ortodossa d'America          | Diocesi ortodossa di Alaska                         |          | 61°13′05.59″N 149°45′16.64″W |
| Anchorage   | Pro-Cattedrale di San Nicola di Myra                | Chiesa greco-cattolica rutena       | Eparchia della Santa Protezione di Maria di Phoenix |          | 61°12′02.91″N 149°53′53.67″W |
| Eagle River | Cattedrale di San Giovanni                          | Chiesa greco-ortodossa di Antiochia | Eparchia ortodossa di Eagle River e del Nord-Ovest  |          | 61°21′39.15″N 149°31′47.88″W |
| Fairbanks   | Cattedrale del Sacro Cuore                          | Chiesa cattolica                    | Diocesi di Fairbanks                                |          | 64°50′10.66″N 147°46′50.48″W |
| Kodiak      | Cattedrale della Santa Resurrezione                 | Chiesa ortodossa d'America          | Diocesi ortodossa di Alaska                         |          | 57°47′18.62″N 152°24′08.63″W |
| Sitka       | Cattedrale di San Michele Arcangelo                 | Chiesa ortodossa d'America          | Diocesi ortodossa di Alaska                         |          | 57°03′00.13″N 135°20′06.27″W |
| Unalaska    | Cattedrale della Santa Ascensione di Nostro Signore | Chiesa ortodossa d'America          | Diocesi ortodossa di Alaska                         |          | 53°52′32.06″N 166°32′10.35″W |

### Arizona
| Città       | Cattedrale                                      | Chiesa                           | Diocesi                                             | Immagine | Localizzazione e riferimenti |
| ----------- | ----------------------------------------------- | -------------------------------- | --------------------------------------------------- | -------- | ---------------------------- |
| Casa Grande | Cattedrale di San Michele e di Tutti gli Angeli | Chiesa cattolica liberale        |                                                     |          | 32°53′57.77″N 111°44′47.67″W |
| Phoenix     | Cattedrale dei Santi Simone e Giuda             | Chiesa cattolica                 | Diocesi di Phoenix                                  |          | 33°31′47.28″N 112°06′58.32″W |
| Phoenix     | Cattedrale della Trinità                        | Chiesa episcopale                | Diocesi episcopale d'Arizona                        |          | 33°27′32.2″N 112°04′30.73″W  |
| Phoenix     | Cattedrale della Santa Trinità                  | Chiesa ortodossa greca           | Arcidiocesi d'America                               |          | 33°31′50.52″N 112°02′21.34″W |
| Phoenix     | Cattedrale di Santo Stefano                     | Chiesa greco-cattolica rutena    | Eparchia della Santa Protezione di Maria di Phoenix |          | 33°33′24.4″N 112°02′51.57″W  |
| Phoenix     | Cattedrale di Cristo Re                         | Chiesa anglicana in Nord America |                                                     |          | 33°37′29.3″N 112°07′18.05″W  |
| Tucson      | Cattedrale di Sant'Agostino                     | Chiesa cattolica                 | Diocesi di Tucson                                   |          | 32°13′10″N 110°58′17.34″W    |

### Arkansas
| Città       | Cattedrale                | Chiesa            | Diocesi                          | Immagine | Localizzazione e riferimenti |
| ----------- | ------------------------- | ----------------- | -------------------------------- | -------- | ---------------------------- |
| Little Rock | Cattedrale di Sant'Andrea | Chiesa cattolica  | Diocesi di Little Rock           |          | 34°44′33″N 92°16′20″W        |
| Little Rock | Cattedrale della Trinità  | Chiesa episcopale | Diocesi episcopale dell'Arkansas |          | 34°43′59.06″N 92°16′35.61″W  |

### Carolina del Nord
| Città     | Cattedrale                        | Chiesa                                | Diocesi                                             | Immagine | Localizzazione e riferimenti |
| --------- | --------------------------------- | ------------------------------------- | --------------------------------------------------- | -------- | ---------------------------- |
| Asheville | Cattedrale di Tutte le Anime      | Chiesa episcopale                     | Diocesi episcopale della North Carolina occidentale |          | 35°33′56.42″N 82°32′34.19″W  |
| Charlotte | Cattedrale di San Patrizio        | Chiesa cattolica                      | Diocesi di Charlotte                                |          | 46°35′33.03″N 112°02′23.23″W |
| Charlotte | Cattedrale della Santa Trinità    | Arcidiocesi greco-ortodossa d'America | Metropolia di Atlanta                               |          | 46°35′33.03″N 112°02′23.23″W |
| Raleigh   | Cattedrale del Santo Nome di Gesù | Chiesa cattolica                      | Diocesi di Raleigh                                  |          | 35°46′51.03″N 78°38′31.03″W  |

### Carolina del Sud
| Città      | Cattedrale                          | Chiesa                                         | Diocesi                                                | Immagine | Localizzazione e riferimenti |
| ---------- | ----------------------------------- | ---------------------------------------------- | ------------------------------------------------------ | -------- | ---------------------------- |
| Charleston | Cattedrale di San Giovanni Battista | Chiesa cattolica                               | Diocesi di Charleston                                  |          | 32°46′35.4″N 79°56′04.2″W    |
| Charleston | Cattedrale di San Luca e San Paolo  | Chiesa episcopale                              | Diocesi episcopale della South Carolina                |          | 32°47′13.2″N 79°56′25.8″W    |
| Columbia   | Cattedrale della Trinità            | Chiesa episcopale                              | Diocesi episcopale della South Carolina settentrionale |          | 34°00′03.7″N 81°01′52″W      |
| Columbia   | Cattedrale dell'Epifania            | Federazione di Chiese anglicane nelle Americhe |                                                        |          | 34°01′23.73″N 80°59′27.36″W  |
| Greenville | Cattedrale di San Giorgio           | Arcidiocesi greco-ortodossa d'America          | Metropolia di Atlanta                                  |          | 34°51′21.58″N 82°23′56.74″W  |

### Colorado
| Città            | Cattedrale                             | Chiesa                                                 | Diocesi                         | Immagine | Localizzazione e riferimenti |
| ---------------- | -------------------------------------- | ------------------------------------------------------ | ------------------------------- | -------- | ---------------------------- |
| Colorado Springs | Cattedrale di Santa Maria              | Chiesa cattolica                                       | Diocesi di Colorado Springs     |          | 38°50′10.65″N 104°49′36.13″W |
| Denver           | Cattedrale dell'Immacolata Concezione  | Chiesa cattolica                                       | Arcidiocesi di Denver           |          | 39°44′25.01″N 104°58′54.98″W |
| Denver           | Cattedrale di San Giovanni nel deserto | Chiesa episcopale                                      | Diocesi episcopale del Colorado |          | 39°44′16.78″N 104°58′41.29″W |
| Denver           | Cattedrale dell'Assunzione di Maria    | Chiesa greco-ortodossa d'America                       | Metropolia di Denver            |          | 39°42′37.88″N 104°55′55.55″W |
| Denver           | Pro-Cattedrale di Santa Maria          | Chiesa cattolica anglicana (non in comunione con Roma) |                                 |          | 39°40′29.87″N 104°57′17.34″W |
| Pueblo           | Cattedrale del Sacro Cuore             | Chiesa cattolica                                       | Diocesi di Pueblo               |          | 38°16′36.53″N 104°36′43.44″W |

### Connecticut
| Città      | Cattedrale                  | Chiesa                                | Diocesi                             | Immagine | Localizzazione e riferimenti |
| ---------- | --------------------------- | ------------------------------------- | ----------------------------------- | -------- | ---------------------------- |
| Bridgeport | Cattedrale di Sant'Agostino | Chiesa cattolica                      | Diocesi di Bridgeport               |          | 41°10′48.72″N 73°11′44.52″W  |
| Hartford   | Cattedrale di San Giuseppe  | Chiesa cattolica                      | Arcidiocesi di Hartford             |          | 41°46′04.08″N 72°41′34.8″W   |
| Hartford   | Cattedrale di Christ Church | Chiesa episcopale                     | Diocesi episcopale del Connecticut  |          | 41°46′06″N 72°40′27″W        |
| Hartford   | Cattedrale di San Giorgio   | Arcidiocesi greco-ortodossa d'America | Distretto arcidiocesano di New York |          | 41°43′39.82″N 72°41′30.72″W  |
| Norwich    | Cattedrale di San Patrizio  | Chiesa cattolica                      | Diocesi di Norwich                  |          | 41°31′52.32″N 72°04′37.56″W  |
| Stamford   | Cattedrale di San Vladimiro | Chiesa greco-cattolica ucraina        | Eparchia di Stamford                |          | 41°03′41.94″N 73°31′39.8″W   |

### Dakota del Nord
| Città    | Cattedrale                     | Chiesa            | Diocesi                             | Immagine | Localizzazione e riferimenti |
| -------- | ------------------------------ | ----------------- | ----------------------------------- | -------- | ---------------------------- |
| Bismarck | Cattedrale dello Spirito Santo | Chiesa cattolica  | Diocesi di Bismarck                 |          | 46°48′35.53″N 100°47′45.6″W  |
| Fargo    | Cattedrale di Santa Maria      | Chiesa cattolica  | Diocesi di Fargo                    |          | 46°52′56.64″N 96°47′16.8″W   |
| Fargo    | Cattedrale del Gethsemane      | Chiesa episcopale | Diocesi episcopale del North Dakota |          | 46°49′34.23″N 96°49′05.71″W  |

### Dakota del Sud
| Città       | Cattedrale                                         | Chiesa            | Diocesi                             | Immagine | Localizzazione e riferimenti |
| ----------- | -------------------------------------------------- | ----------------- | ----------------------------------- | -------- | ---------------------------- |
| Rapid City  | Cattedrale di Nostra Signora del Perpetuo Soccorso | Chiesa cattolica  | Diocesi di Rapid City               |          | 44°03′34.85″N 103°13′37.99″W |
| Sioux Falls | Cattedrale di San Giuseppe                         | Chiesa cattolica  | Diocesi di Sioux Falls              |          | 43°33′10.44″N 96°44′04.2″W   |
| Sioux Falls | Cattedrale del Calvario                            | Chiesa episcopale | Diocesi episcopale del South Dakota |          | 43°32′30.61″N 96°43′40.18″W  |

### Delaware
| Città      | Cattedrale                 | Chiesa            | Diocesi                         | Immagine | Localizzazione e riferimenti |
| ---------- | -------------------------- | ----------------- | ------------------------------- | -------- | ---------------------------- |
| Wilmington | Cattedrale di San Pietro   | Chiesa cattolica  | Diocesi di Wilmington           |          | 39°44′34.7″N 75°33′11.56″W   |
| Wilmington | Cattedrale di San Giovanni | Chiesa episcopale | Diocesi episcopale del Delaware |          | 39°45′08.78″N 75°32′28.74″W  |

### Distretto di Columbia
| Città      | Cattedrale                          | Chiesa                                                                              | Diocesi                             | Immagine | Localizzazione e riferimenti |
| ---------- | ----------------------------------- | ----------------------------------------------------------------------------------- | ----------------------------------- | -------- | ---------------------------- |
| Washington | Cattedrale di San Matteo Apostolo   | Chiesa cattolica                                                                    | Arcidiocesi di Washington           |          | 38°54′22.85″N 77°02′24.51″W  |
| Washington | Cattedrale dei Santi Pietro e Paolo | Chiesa episcopale                                                                   | Diocesi episcopale di Washington    |          | 38°55′50.05″N 77°04′15.13″W  |
| Washington | Cattedrale di San Nicola            | Chiesa ortodossa d'America                                                          | Diocesi ortodossa di Washington     |          | 38°55′29.64″N 77°04′06.96″W  |
| Washington | Cattedrale di Santa Sofia           | Arcidiocesi greco-ortodossa d'America                                               | Distretto arcidiocesano di New York |          | 38°55′38.78″N 77°04′13″W     |
| Washington | Cattedrale di San Giovanni Battista | Chiesa ortodossa russa fuori dalla Russia                                           |                                     |          | 38°56′23.87″N 77°02′15.75″W  |
| Washington | Tempio Imani                        | Congregazione afro-americana cattolica del Tempio Imani (non in comunione con Roma) |                                     |          | 38°53′37.5″N 76°59′53.34″W   |

### Florida
| Città            | Cattedrale                             | Chiesa                                | Diocesi                                          | Immagine | Localizzazione e riferimenti |
| ---------------- | -------------------------------------- | ------------------------------------- | ------------------------------------------------ | -------- | ---------------------------- |
| Jacksonville     | Cattedrale di San Giovanni             | Chiesa episcopale                     | Diocesi episcopale della Florida                 |          | 30°19′43.58″N 81°39′12.32″W  |
| Miami            | Cattedrale di Santa Maria              | Chiesa cattolica                      | Arcidiocesi di Miami                             |          | 25°50′38.05″N 80°12′00.66″W  |
| Miami            | Cattedrale della Trinità               | Chiesa episcopale                     | Diocesi episcopale della Florida sud orientale   |          | 25°47′25.31″N 80°11′11.52″W  |
| Miami            | Cattedrale di Santa Sofia              | Arcidiocesi greco-ortodossa d'America | Metropolia di Atlanta                            |          | 25°45′22.04″N 80°12′22.76″W  |
| Miami            | Cattedrale di San Pietro               | Chiesa ortodossa africana             |                                                  |          | 25°49′13.51″N 80°11′58.64″W  |
| Miami Lakes      | Cattedrale di Cristo Salvatore (Miami) | Chiesa ortodossa d'America            | Diocesi del Sud                                  |          | 25°55′26.82″N 80°19′29.53″W  |
| Miramar          | Cattedrale della Resurrezione          | Chiesa episcopale carismatica         | Diocesi di Florida                               |          | 25°59′17.87″N 80°13′18.13″W  |
| Orlando          | Cattedrale di San Giacomo              | Chiesa cattolica                      | Diocesi di Orlando                               |          | 28°32′42.43″N 81°22′43.15″W  |
| Orlando          | Cattedrale di San Luca                 | Chiesa episcopale                     | Diocesi episcopale della Florida centrale        |          | 28°32′39.73″N 81°22′40.27″W  |
| Orlando          | Cattedrale di San Disma                | Chiesa episcopale carismatica         | Diocesi di Florida                               |          | 28°34′08.65″N 81°25′48.36″W  |
| Oviedo           | Cattedrale di Sant'Albano              | Provincia anglicana d'America         |                                                  |          | 28°37′09.02″N 81°15′18.92″W  |
| Palm Beach       | Cattedrale di Sant'Ignazio di Loyola   | Chiesa cattolica                      | Diocesi di Palm Beach                            |          | 26°49′23.35″N 80°06′24.86″W  |
| Pensacola        | Cattedrale del Sacro Cuore             | Chiesa cattolica                      | Diocesi di Pensacola-Tallahassee                 |          | 30°25′55.6″N 87°12′14.56″W   |
| St. Augustine    | Cattedrale di Sant'Agostino            | Chiesa cattolica                      | Diocesi di Saint Augustine                       |          | 29°53′34.99″N 81°18′44.67″W  |
| Saint Petersburg | Cattedrale di San Giuda apostolo       | Chiesa cattolica                      | Diocesi di Saint Petersburg                      |          | 27°46′40.44″N 82°42′48.18″W  |
| Saint Petersburg | Cattedrale di San Pietro               | Chiesa episcopale                     | Diocesi episcopale della Florida sud occidentale |          | 27°46′23.76″N 82°38′20.02″W  |
| Tarpon Springs   | Cattedrale di San Nicola               | Arcidiocesi greco-ortodossa d'America | Metropolia di Atlanta                            |          | 28°08′48.68″N 82°45′22.76″W  |
| Tallahassee      | Concattedrale di San Tommaso Moro      | Chiesa cattolica                      | Diocesi di Pensacola-Tallahassee                 |          | 30°26′47.91″N 84°17′51.99″W  |
| Venice           | Cattedrale dell'Epifania               | Chiesa cattolica                      | Diocesi di Venice                                |          | 27°06′04.37″N 82°26′55.65″W  |

### Georgia
| Città    | Cattedrale                          | Chiesa                                | Diocesi                       | Immagine | Localizzazione e riferimenti   |
| -------- | ----------------------------------- | ------------------------------------- | ----------------------------- | -------- | ------------------------------ |
| Atlanta  | Cattedrale di Cristo Re             | Chiesa cattolica                      | Arcidiocesi di Atlanta        |          | 33°49′41.271″N 84°23′11.3418″W |
| Atlanta  | Cattedrale di San Filippo           | Chiesa episcopale                     | Diocesi episcopale di Atlanta |          | 33°49′52.04″N 84°23′12.22″W    |
| Atlanta  | Cattedrale dell'Annunciazione       | Arcidiocesi greco-ortodossa d'America | Metropolia di Atlanta         |          | 33°49′42.48″N 84°18′32.44″W    |
| Lithonia | Cattedrale Kidist Marian            | Chiesa ortodossa etiopica             |                               |          | 33°45′40.59″N 84°09′44.86″W    |
| Savannah | Cattedrale di San Giovanni Battista | Chiesa cattolica                      | Diocesi di Savannah           |          | 32°04′24″N 81°05′29″W          |

### Hawaii
| Città    | Cattedrale                                    | Chiesa                           | Diocesi                         | Immagine | Localizzazione e riferimenti |
| -------- | --------------------------------------------- | -------------------------------- | ------------------------------- | -------- | ---------------------------- |
| Honolulu | Cattedrale di Nostra Signora della Pace       | Chiesa cattolica                 | Diocesi di Honolulu             |          | 21°18′38.7″N 157°51′33.9″W   |
| Honolulu | Concattedrale di Santa Teresa di Gesù Bambino | Chiesa cattolica                 | Diocesi di Honolulu             |          | 21°18′38.7″N 157°51′35″W     |
| Honolulu | Cattedrale di Sant'Andrea                     | Chiesa episcopale                | Diocesi episcopale delle Hawaii |          | 21°18′35″N 157°51′26″W       |
| Honolulu | Cattedrale dei Santi Costantino ed Elena      | Chiesa greco-ortodossa d'America | Metropolia di San Francisco     |          | 21°18′20.19″N 157°50′50.72″W |

### Idaho
| Città | Cattedrale                             | Chiesa            | Diocesi                       | Immagine | Localizzazione e riferimenti     |
| ----- | -------------------------------------- | ----------------- | ----------------------------- | -------- | -------------------------------- |
| Boise | Cattedrale di San Giovanni Evangelista | Chiesa cattolica  | Diocesi di Boise City         |          | 43°37′17.0034″N 116°11′54.4194″W |
| Boise | Cattedrale di San Michele              | Chiesa episcopale | Diocesi episcopale dell'Idaho |          | 43°37′07.593″N 116°11′00″W       |

### Illinois
| Città       | Cattedrale                                           | Chiesa                                                         | Diocesi                                         | Immagine | Localizzazione e riferimenti |
| ----------- | ---------------------------------------------------- | -------------------------------------------------------------- | ----------------------------------------------- | -------- | ---------------------------- |
| Belleville  | Cattedrale di San Pietro                             | Chiesa cattolica                                               | Diocesi di Belleville                           |          | 38°30′36.91″N 89°59′15.76″W  |
| Bellwood    | Cattedrale di San Tommaso apostolo                   | Chiesa cattolica siro-malabarese                               | Eparchia di San Tommaso Apostolo di Chicago     |          | 41°53′20.54″N 87°53′40.08″W  |
| Bellwood    | Cattedrale di San Gregorio                           | Chiesa ortodossa siriaca del Malankara                         | Diocesi di Sud-Ovest                            |          | 41°53′13.16″N 87°51′57.69″W  |
| Chicago     | Cattedrale del Santo Nome                            | Chiesa cattolica                                               | Arcidiocesi di Chicago                          |          | 41°53′46″N 87°37′40″W        |
| Chicago     | Cattedrale di San Giacomo                            | Chiesa episcopale                                              | Diocesi episcopale di Chicago                   |          | 41°53′41″N 87°37′36″W        |
| Chicago     | Cattedrale dell'Annunciazione                        | Arcidiocesi greco-ortodossa d'America                          | Metropolia di Chicago                           |          | 41°54′04.21″N 87°37′56.78″W  |
| Chicago     | Cattedrale di San Nicola                             | Chiesa greco-cattolica ucraina                                 | Eparchia di San Nicola di Chicago               |          | 41°53′48.99″N 87°41′01.93″W  |
| Chicago     | Cattedrale della Santa Trinità                       | Orthodox Church in America                                     | Diocesi ortodossa d'America del Midwest         |          | 41°54′07.29″N 87°40′54.73″W  |
| Chicago     | Cattedrale di San Giorgio                            | Orthodox Church in America                                     | Diocesi ortodossa d'America del Midwest         |          | 41°53′54.07″N 87°40′18.6″W   |
| Chicago     | Cattedrale della Santa Resurrezione                  | Chiesa ortodossa serba                                         | Eparchia di Nuova Gračanica e Midwest americano |          | 41°59′01.2″N 87°49′39.64″W   |
| Chicago     | Cattedrale di Tutti i Santi                          | Chiesa cattolica nazionale polacca (non in comunione con Roma) | Diocesi Occidentale                             |          | [ 98 ]                       |
| Chicago     | Cattedrale dei Santi Costantino ed Elena             | Chiesa ortodossa rumena                                        | Arcieparchia delle Americhe                     |          | 41°58′44.28″N 87°47′59.62″W  |
| Chicago     | Cattedrale assira di San Giorgio                     | Chiesa assira d'Oriente                                        | Eparchia degli Stati Uniti Orientali            |          | 42°00′46.75″N 87°40′11.28″W  |
| Chicago     | Cattedrale di San Volodomyr                          | Chiesa ortodossa ucraina degli USA                             | Eparchia occidentale                            |          | 41°54′02.29″N 87°41′03.26″W  |
| Des Plaines | Cattedrale della Protezione della Santa Vergine      | Chiesa ortodossa russa fuori dalla Russia                      | Arcieparchia di Chicago e Midwest               |          | 42°01′11.25″N 87°53′44.01″W  |
| Joliet      | Cattedrale di San Raimondo Nonnato                   | Chiesa cattolica                                               | Diocesi di Joliet                               |          | 41°32′06.29″N 88°06′03.6″W   |
| Peoria      | Cattedrale di Santa Maria dell'Immacolata Concezione | Chiesa cattolica                                               | Diocesi di Peoria                               |          | 40°41′54.9″N 89°35′06.1″W    |
| Peoria      | Cattedrale di San Paolo                              | Chiesa episcopale                                              | Diocesi episcopale di Quincy                    |          | 40°43′53.81″N 89°35′58.82″W  |
| Quincy      | Cattedrale di San Giovanni                           | Chiesa anglicana in America                                    | Diocesi della valle del Missouri                |          | 39°53′46.95″N 91°21′20.24″W  |
| Rockford    | Cattedrale di San Pietro                             | Chiesa cattolica                                               | Diocesi di Rockford                             |          | 42°17′06.36″N 89°04′58.08″W  |
| Springfield | Cattedrale dell'Immacolata Concezione                | Chiesa cattolica                                               | Diocesi di Springfield in Illinois              |          | 27°06′04.37″N 82°26′55.65″W  |
| Springfield | Cattedrale di San Paolo                              | Chiesa episcopale                                              | Diocesi episcopale di Springfield               |          | 39°47′37.42″N 89°39′13.11″W  |

### Indiana
| Città        | Cattedrale                               | Chiesa                                                 | Diocesi                                         | Immagine | Localizzazione e riferimenti |
| ------------ | ---------------------------------------- | ------------------------------------------------------ | ----------------------------------------------- | -------- | ---------------------------- |
| Crown Point  | Cattedrale dei Santi Pietro e Paolo      | Chiesa ortodossa macedone                              | Diocesi americana-canadese                      |          | 41°26′33.68″N 87°20′10.85″W  |
| Evansville   | Cattedrale di San Benedetto              | Chiesa cattolica                                       | Diocesi di Evansville                           |          | 37°58′13″N 87°32′27″W        |
| Fort Wayne   | Cattedrale dell'Immacolata Concezione    | Chiesa cattolica                                       | Diocesi di Fort Wayne-South Bend                |          | 41°04′32.51″N 85°08′16.19″W  |
| Gary         | Cattedrale dei Santi Angeli              | Chiesa cattolica                                       | Diocesi di Gary                                 |          | 41°35′56.4″N 87°20′55.32″W   |
| Hammond      | Pro-Cattedrale di San Michele            | Chiesa ortodossa ucraina degli USA                     | Eparchia occidentale                            |          | 41°35′06.04″N 87°29′58.55″W  |
| Indianapolis | Cattedrale dei Santi Pietro e Paolo      | Chiesa cattolica                                       | Arcidiocesi di Indianapolis                     |          | 39°47′07.44″N 86°09′26.39″W  |
| Indianapolis | Cattedrale di Christ Church              | Chiesa episcopale                                      | Diocesi episcopale di Indianapolis              |          | 39°46′09″N 86°09′27″W        |
| Indianapolis | Cattedrale di Sant'Edoardo il Confessore | Chiesa cattolica anglicana (non in comunione con Roma) | Diocesi del Midwest                             |          | 39°52′23.81″N 86°07′19.1″W   |
| Lafayette    | Cattedrale dell'Immacolata Concezione    | Chiesa cattolica                                       | Diocesi di Lafayette in Indiana                 |          | 40°25′05″N 86°53′02″W        |
| Merrillville | Cattedrale dei Santi Costantino ed Elena | Arcidiocesi greco-ortodossa d'America                  | Metropolia di Chicago                           |          | 41°28′27.65″N 87°20′30.24″W  |
| Merrillville | Cattedrale di Sant'Elia                  | Chiesa ortodossa serba                                 | Eparchia di Nuova Gračanica e Midwest americano |          | 41°27′32.1″N 87°21′56.21″W   |
| South Bend   | Concattedrale di San Matteo              | Chiesa cattolica                                       | Diocesi di Fort Wayne-South Bend                |          | 41°39′23.4″N 86°14′06″W      |
| South Bend   | Cattedrale di San Giacomo                | Chiesa episcopale                                      | Diocesi episcopale dell'Indiana settentrionale  |          | 41°40′36.99″N 86°15′13.67″W  |
| Vincennes    | Cattedrale di San Francesco Saverio      | Chiesa cattolica                                       | Diocesi di Evansville                           |          | 38°40′44″N 87°32′03″W        |

### Iowa
| Città      | Cattedrale                  | Chiesa            | Diocesi                      | Immagine | Localizzazione e riferimenti |
| ---------- | --------------------------- | ----------------- | ---------------------------- | -------- | ---------------------------- |
| Davenport  | Cattedrale del Sacro Cuore  | Chiesa cattolica  | Diocesi di Davenport         |          | 41°31′49″N 90°34′08″W        |
| Davenport  | Cattedrale della Trinità    | Chiesa episcopale | Diocesi episcopale dell'Iowa |          | 41°31′52″N 90°34′28″W        |
| Des Moines | Cattedrale di Sant'Ambrogio | Chiesa cattolica  | Diocesi di Des Moines        |          | 41°35′19″N 93°37′32″W        |
| Des Moines | Cattedrale di San Paolo     | Chiesa episcopale | Diocesi episcopale dell'Iowa |          | 41°35′16.95″N 93°37′44.4″W   |
| Dubuque    | Cattedrale di San Raffaele  | Chiesa cattolica  | Arcidiocesi di Dubuque       |          | 42°29′41.18″N 90°40′02.52″W  |
| Sioux City | Cattedrale dell'Epifania    | Chiesa cattolica  | Diocesi di Sioux City        |          | 42°30′02.48″N 96°24′23.23″W  |

### Kansas
| Città       | Cattedrale                                | Chiesa                                             | Diocesi                                   | Immagine | Localizzazione e riferimenti |
| ----------- | ----------------------------------------- | -------------------------------------------------- | ----------------------------------------- | -------- | ---------------------------- |
| Dodge City  | Cattedrale di Nostra Signora di Guadalupe | Chiesa cattolica                                   | Diocesi di Dodge City                     |          | 37°47′35.64″N 100°02′04.87″W |
| Kansas City | Cattedrale di San Pietro                  | Chiesa cattolica                                   | Arcidiocesi di Kansas City                |          | 39°06′35.82″N 94°38′43.18″W  |
| Olathe      | Cattedrale del Re                         | Chiesa episcopale carismatica                      | Diocesi Centrale                          |          | 38°53′32.81″N 94°48′52.35″W  |
| Salina      | Cattedrale del Sacro Cuore                | Chiesa cattolica                                   | Diocesi di Salina                         |          | 41°35′16.95″N 93°37′44.4″W   |
| Salina      | Cattedrale di Cristo                      | Chiesa episcopale                                  | Diocesi episcopale del Kansas occidentale |          | 38°50′20.91″N 97°36′43.21″W  |
| Topeka      | Cattedrale della Grazia                   | Chiesa episcopale                                  | Diocesi episcopale del Kansas             |          | 39°03′02.62″N 95°41′02.04″W  |
| Wichita     | Cattedrale dell'Immacolata Concezione     | Chiesa cattolica                                   | Diocesi di Wichita                        |          | 37°41′34.85″N 97°20′06.94″W  |
| Wichita     | Cattedrale di San Giorgio                 | Arcidiocesi ortodossa d'Antiochia del Nord America | Eparchia di Wichita e Mid-America         |          | 37°42′30.03″N 97°15′02″W     |

### Kentucky
| Città      | Cattedrale                     | Chiesa            | Diocesi                         | Immagine | Localizzazione e riferimenti |
| ---------- | ------------------------------ | ----------------- | ------------------------------- | -------- | ---------------------------- |
| Bardstown  | Pro-Cattedrale di San Giuseppe | Chiesa cattolica  | Arcidiocesi di Louisville       |          | 37°48′35.59″N 85°28′14.42″W  |
| Covington  | Cattedrale dell'Assunzione     | Chiesa cattolica  | Diocesi di Covington            |          | 39°04′41.53″N 84°30′29.76″W  |
| Lexington  | Cattedrale di Cristo Re        | Chiesa cattolica  | Diocesi di Lexington            |          | 38°02′55.38″N 84°29′48.53″W  |
| Lexington  | Cattedrale di Christ Church    | Chiesa episcopale | Diocesi episcopale di Lexington |          | 38°01′20.4″N 84°29′14.16″W   |
| Louisville | Cattedrale dell'Assunzione     | Chiesa cattolica  | Arcidiocesi di Louisville       |          | 38°15′07.07″N 85°45′32.09″W  |
| Louisville | Cattedrale di Christ Church    | Chiesa episcopale | Diocesi episcopale del Kentucky |          | 38°15′06.81″N 85°45′13.98″W  |
| Owensboro  | Cattedrale di Santo Stefano    | Chiesa cattolica  | Diocesi di Owensboro            |          | 37°46′10.3″N 87°06′55.5″W    |

### Louisiana
| Città        | Cattedrale                                                 | Chiesa                                                 | Diocesi                                        | Immagine | Localizzazione e riferimenti |
| ------------ | ---------------------------------------------------------- | ------------------------------------------------------ | ---------------------------------------------- | -------- | ---------------------------- |
| Alexandria   | Cattedrale di San Francesco Saverio                        | Chiesa cattolica                                       | Diocesi di Alexandria                          |          | 31°18′44.3″N 92°26′52.1″W    |
| Baton Rouge  | Cattedrale di San Giuseppe                                 | Chiesa cattolica                                       | Diocesi di Baton Rouge                         |          | 30°27′06″N 91°11′11″W        |
| Houma        | Cattedrale di San Francesco di Sales                       | Chiesa cattolica                                       | Diocesi di Houma-Thibodaux                     |          | 29°35′43.08″N 90°43′21.36″W  |
| Lafayette    | Cattedrale di San Giovanni                                 | Chiesa cattolica                                       | Diocesi di Lafayette                           |          | 30°13′21″N 92°01′26″W        |
| Lake Charles | Cattedrale dell'Immacolata Concezione                      | Chiesa cattolica                                       | Diocesi di Lake Charles                        |          | 30°13′35″N 93°13′00″W        |
| Metairie     | Pro-Cattedrale di Christ Church                            | Chiesa cattolica anglicana (non in comunione con Roma) | Diocesi anglicana di New Orleans               |          | 30°00′57.3″N 90°11′08.03″W   |
| Natchitoches | Cattedrale dell'Immacolata Concezione (Cattedrale emerita) | Chiesa cattolica                                       | Diocesi di Alexandria                          |          | 31°45′40.15″N 93°05′15.16″W  |
| New Orleans  | Cattedrale di San Luigi                                    | Chiesa cattolica                                       | Arcidiocesi di New Orleans                     |          | 29°57′28.8″N 90°03′49.68″W   |
| New Orleans  | Cattedrale di Christ Church                                | Chiesa episcopale                                      | Diocesi episcopale della Louisiana             |          | 29°55′49″N 90°05′16″W        |
| Shreveport   | Cattedrale di San Giovanni Berchmans                       | Chiesa cattolica                                       | Diocesi di Shreveport                          |          | 32°29′50.93″N 93°45′03.67″W  |
| Shreveport   | Cattedrale di San Marco                                    | Chiesa episcopale                                      | Diocesi episcopale della Louisiana occidentale |          | 32°28′57.82″N 93°44′57.17″W  |
| Thibodaux    | Concattedrale di San Giuseppe                              | Chiesa cattolica                                       | Diocesi di Houma-Thibodaux                     |          | 29°47′35″N 90°49′11″W        |

### Maine
| Città    | Cattedrale                            | Chiesa            | Diocesi                      | Immagine | Localizzazione e riferimenti |
| -------- | ------------------------------------- | ----------------- | ---------------------------- | -------- | ---------------------------- |
| Portland | Cattedrale dell'Immacolata Concezione | Chiesa cattolica  | Diocesi di Portland          |          | 43°39′41″N 70°15′17″W        |
| Portland | Cattedrale di San Luca                | Chiesa episcopale | Diocesi episcopale del Maine |          | 43°39′08.33″N 70°15′52.49″W  |

### Maryland
| Città         | Cattedrale                                                    | Chiesa                                | Diocesi                              | Immagine | Localizzazione e riferimenti |
| ------------- | ------------------------------------------------------------- | ------------------------------------- | ------------------------------------ | -------- | ---------------------------- |
| Baltimora     | Cattedrale di Maria Regina                                    | Chiesa cattolica                      | Arcidiocesi di Baltimora             |          | 39°21′31″N 76°37′34″W        |
| Baltimora     | Santuario Nazionale dell'Assunzione della Beata Vergine Maria | Chiesa cattolica                      | Arcidiocesi di Baltimora             |          | 39°17′39.81″N 76°36′58.18″W  |
| Baltimora     | Cattedrale dell'Incarnazione                                  | Chiesa episcopale                     | Diocesi episcopale del Maryland      |          | 39°19′55.76″N 76°36′59.98″W  |
| Baltimora     | Cattedrale dell'Annunciazione                                 | Arcidiocesi greco-ortodossa d'America | Metropolia di New Jersey             |          | 39°18′16.01″N 76°37′04.42″W  |
| Berlin        | Cattedrale della Santa Trinità                                | Chiesa anglicana in Nord America      | Diocesi missionaria di Tutti i Santi |          | 38°22′46.57″N 75°12′01.71″W  |
| Easton        | Cattedrale della Trinità                                      | Chiesa episcopale                     | Diocesi episcopale di Easton         |          | 38°46′34.26″N 76°04′13.73″W  |
| Silver Spring | Cattedrale di Sant'Andrea                                     | Chiesa ortodossa ucraina degli USA    | Eparchia Orientale                   |          | 39°06′14.04″N 77°00′17.64″W  |

### Massachusetts
| Città       | Cattedrale                                      | Chiesa                                            | Diocesi                                          | Immagine | Localizzazione e riferimenti |
| ----------- | ----------------------------------------------- | ------------------------------------------------- | ------------------------------------------------ | -------- | ---------------------------- |
| Boston      | Cattedrale della Santa Croce                    | Chiesa cattolica                                  | Arcidiocesi di Boston                            |          | 42°20′26″N 71°04′11″W        |
| Boston      | Cattedrale di San Paolo                         | Chiesa episcopale                                 | Diocesi episcopale del Massachusetts             |          | 42°21′21″N 71°03′44.84″W     |
| Boston      | Cattedrale di Nostra Signora dell'Annunciazione | Chiesa cattolica greco-melchita                   | Eparchia di Newton                               |          | 42°17′51.03″N 71°08′03.7″W   |
| Boston      | Cattedrale dell'Annunciazione                   | Chiesa greco-ortodossa                            | Metropolia di Boston                             |          | 42°20′12″N 71°05′37″W        |
| Boston      | Cattedrale della Santa Trinità                  | Chiesa ortodossa in America                       | Diocesi del New England                          |          | 42°20′27.65″N 71°05′55.72″W  |
| Boston      | Cattedrale di San Giorgio                       | Chiesa ortodossa in America                       | Arcidiocesi ortodossa albanese d'America         |          | 42°20′07.1″N 71°02′36.8″W    |
| Boston      | Cattedrale di San Marco d'Efeso                 | Santa chiesa ortodossa in Nord America            | Metropolia di Boston                             |          | 42°17′18.96″N 71°07′58.42″W  |
| Fall River  | Cattedrale di Santa Maria                       | Chiesa cattolica                                  | Diocesi di Fall River                            |          | 42°17′18.96″N 71°07′58.42″W  |
| Springfield | Cattedrale di San Michele                       | Chiesa cattolica                                  | Diocesi di Springfield                           |          | 42°06′15.1″N 72°35′04.1″W    |
| Springfield | Cattedrale di Christ Church                     | Chiesa episcopale                                 | Diocesi episcopale del Massachusetts occidentale |          | 42°06′12.14″N 72°35′08.96″W  |
| Springfield | Cattedrale di San Giorgio                       | Arcidiocesi greco-ortodossa d'America             | Metropolia di Boston                             |          | 42°06′38.92″N 72°36′10.7″W   |
| Worcester   | Cattedrale di San Paolo                         | Chiesa cattolica                                  | Diocesi di Worcester                             |          | 42°15′42.49″N 71°48′16.92″W  |
| Worcester   | Cattedrale di San Spiridione                    | Arcidiocesi greco-ortodossa d'America             |                                                  |          | 42°15′59.19″N 71°48′53.89″W  |
| Worcester   | Cattedrale di San Giorgio                       | Arcidiocesi ortodossa d'Antiochia di Nord America | Diocesi di Worcester e New England               |          | 42°15′57.8″N 71°45′27.74″W   |

### Michigan
| Città              | Cattedrale                              | Chiesa                                    | Diocesi                                        | Immagine | Localizzazione e riferimenti |
| ------------------ | --------------------------------------- | ----------------------------------------- | ---------------------------------------------- | -------- | ---------------------------- |
| Dearborn Heights   | Cattedrale di San Paolo                 | Chiesa ortodossa d'America                | Diocesi bulgara                                |          | 42°18′58.21″N 83°17′25.44″W  |
| Detroit            | Cattedrale del Santissimo Sacramento    | Chiesa cattolica                          | Arcidiocesi di Detroit                         |          | 42°23′19.33″N 83°05′04.44″W  |
| Detroit            | Cattedrale di San Paolo                 | Chiesa episcopale                         | Diocesi episcopale del Michigan                |          | 42°21′22.43″N 83°03′49.66″W  |
| Detroit            | Cattedrale dell'Annunciazione           | Arcidiocesi greco-ortodossa d'America     | Metropolia di Detroit                          |          | 42°20′08.49″N 83°02′20.02″W  |
| Detroit            | Cattedrale dei Santi Pietro e Paolo     | Chiesa ortodossa in America               | Diocesi del Midwest                            |          | 42°19′43.13″N 83°07′11.95″W  |
| Detroit            | Cattedrale di San Lazzaro               | Chiesa ortodossa serba                    | Eparchia di New Gračanica - Midwestern America |          | 42°26′30.52″N 83°01′20.73″W  |
| Ferndale           | Cattedrale della Dormizione             | Chiesa ortodossa russa fuori dalla Russia | Arcidiocesi di Chicago e Mid-America           |          | 42°27′48.92″N 83°08′37.15″W  |
| Gaylord            | Cattedrale di Santa Maria               | Chiesa cattolica                          | Diocesi di Gaylord                             |          | 45°02′01″N 84°40′59.99″W     |
| Grand Rapids       | Cattedrale di Sant'Andrea               | Chiesa cattolica                          | Diocesi di Grand Rapids                        |          | 42°57′28.8″N 85°40′02″W      |
| Kalamazoo          | Cattedrale di Sant'Agostino             | Chiesa cattolica                          | Diocesi di Kalamazoo                           |          | 42°17′30″N 85°35′29.2″W      |
| Kalamazoo          | Cattedrale di Cristo Re                 | Chiesa episcopale                         | Diocesi episcopale del Michigan occidentale    |          | 42°06′12.14″N 72°35′08.96″W  |
| Lansing            | Cattedrale di Santa Maria               | Chiesa cattolica                          | Diocesi di Lansing                             |          | 42°44′08″N 84°33′22″W        |
| Marquette          | Cattedrale di San Pietro                | Chiesa cattolica                          | Diocesi di Marquette                           |          | 46°32′28″N 87°23′56″W        |
| Saginaw            | Cattedrale di Maria Assunta             | Chiesa cattolica                          | Diocesi di Saginaw                             |          | 43°25′31.91″N 83°56′12.48″W  |
| Sault Sainte Marie | Pro-Cattedrale del Santo Nome di Maria  | Chiesa cattolica                          | Diocesi di Marquette                           |          | 46°29′55″N 84°20′29″W        |
| Southfield         | Cattedrale di Nostra Signora dei Caldei | Chiesa cattolica caldea                   | Eparchia di San Tommaso Apostolo di Detroit    |          | 42°28′34.31″N 83°16′46.7″W   |
| Southfield         | Cattedrale di San Giorgio               | Chiesa ortodossa in America               | Episcopato Rumeno                              |          | 42°27′27.9″N 83°13′28.06″W   |
| Southfield         | Cattedrale di Santa Maria Protettrice   | Chiesa ortodossa Ucraina degli USA        | Eparchia Occidentale                           |          | 42°27′11.82″N 83°14′24.4″W   |

### Minnesota
| Città       | Cattedrale                                     | Chiesa                     | Diocesi                                 | Immagine | Localizzazione e riferimenti |
| ----------- | ---------------------------------------------- | -------------------------- | --------------------------------------- | -------- | ---------------------------- |
| Crookston   | Cattedrale dell'Immacolata Concezione          | Chiesa cattolica           | Diocesi di Crookston                    |          | 47°46′30″N 96°35′24.72″W     |
| Duluth      | Cattedrale di Nostra Signora del Rosario       | Chiesa cattolica           | Diocesi di Duluth                       |          | 46°48′57.6″N 92°04′01.2″W    |
| Faribault   | Cattedrale del Nostro Salvatore Misericordioso | Chiesa episcopale          | Diocesi episcopale del Minnesota        |          | 44°17′49″N 93°16′16″W        |
| Minneapolis | Concattedrale di Santa Maria                   | Chiesa cattolica           | Arcidiocesi di Saint Paul e Minneapolis |          | 44°58′23.01″N 93°17′09.49″W  |
| Minneapolis | Cattedrale di San Marco                        | Chiesa episcopale          | Diocesi episcopale del Minnesota        |          | 44°58′05″N 93°17′14″W        |
| Minneapolis | Cattedrale di Santa Maria                      | Orthodox Church in America | Diocesi ortodossa del Midwest           |          | 45°00′18.18″N 93°15′35.36″W  |
| New Ulm     | Cattedrale della Santa Trinità                 | Chiesa cattolica           | Diocesi di New Ulm                      |          | 44°19′05.16″N 94°28′05.52″W  |
| Saint Cloud | Cattedrale di Santa Maria                      | Chiesa cattolica           | Diocesi di Saint Cloud                  |          | 45°33′31″N 94°09′40″W        |
| Saint Paul  | Cattedrale di San Paolo                        | Chiesa cattolica           | Arcidiocesi di Saint Paul e Minneapolis |          | 44°56′49″N 93°06′32″W        |
| Winona      | Cattedrale del Sacro Cuore                     | Chiesa cattolica           | Diocesi di Winona-Rochester             |          | 44°02′54″N 91°38′22″W        |

### Mississippi
| Città   | Cattedrale                                          | Chiesa            | Diocesi                            | Immagine | Localizzazione e riferimenti |
| ------- | --------------------------------------------------- | ----------------- | ---------------------------------- | -------- | ---------------------------- |
| Biloxi  | Cattedrale della Natività della Beata Vergine Maria | Chiesa cattolica  | Diocesi di Biloxi                  |          | 30°23′49″N 88°53′28″W        |
| Jackson | Cattedrale di San Pietro apostolo                   | Chiesa cattolica  | Diocesi di Jackson                 |          | 32°18′04.15″N 90°11′03.42″W  |
| Jackson | Cattedrale di Sant'Andrea                           | Chiesa episcopale | Diocesi episcopale del Mississippi |          | 44°58′05″N 93°17′14″W        |
| Natchez | Basilica di Santa Maria (ex-cattedrale)             | Chiesa cattolica  | Diocesi di Jackson                 |          | 31°33′30.96″N 91°24′04.32″W  |

### Missouri
| Città          | Cattedrale                                              | Chiesa                          | Diocesi                                             | Immagine | Localizzazione e riferimenti |
| -------------- | ------------------------------------------------------- | ------------------------------- | --------------------------------------------------- | -------- | ---------------------------- |
| Cape Girardeau | Cattedrale di Santa Maria dell'Annunciazione            | Chiesa cattolica                | Diocesi di Springfield-Cape Girardeau               |          | 37°18′03.6″N 89°31′35.4″W    |
| Jefferson City | Cattedrale di San Giuseppe                              | Chiesa cattolica                | Diocesi di Jefferson City                           |          | 38°35′30.12″N 92°12′37.08″W  |
| Kansas City    | Cattedrale dell'Immacolata Concezione                   | Chiesa cattolica                | Diocesi di Kansas City-Saint Joseph                 |          | 39°06′03″N 94°35′21″W        |
| Kansas City    | Cattedrale della Grazia e della Santa Trinità           | Chiesa episcopale               | Diocesi episcopale del Missouri occidentale         |          | 39°05′55.41″N 94°35′19.08″W  |
| Kansas City    | Cattedrale di San Benedetto d'Africa                    | Chiesa cattolica anglo-luterana |                                                     |          | [ 216 ]                      |
| St. Joseph     | Cattedrale di San Giuseppe                              | Chiesa cattolica                | Diocesi di Kansas City-Saint Joseph                 |          | 39°46′14.71″N 94°50′52.59″W  |
| Saint Louis    | Cattedrale di San Luigi                                 | Chiesa cattolica                | Arcidiocesi di Saint Louis                          |          | 38°38′33″N 90°15′16.56″W     |
| Saint Louis    | Cattedrale di San Luigi di Francia (Cattedrale Vecchia) | Chiesa cattolica                | Arcidiocesi di Saint Louis                          |          | 38°37′26.84″N 90°11′14.02″W  |
| Saint Louis    | Cattedrale di Christ Church                             | Chiesa episcopale               | Diocesi episcopale del Missouri                     |          | 38°37′49.83″N 90°11′53.96″W  |
| Saint Louis    | Concattedrale di San Raimondo                           | Chiesa maronita                 | Eparchia di Nostra Signora del Libano a Los Angeles |          | 38°37′01.56″N 90°11′56.4″W   |
| Springfield    | Cattedrale Sant'Agnese                                  | Chiesa cattolica                | Diocesi di Springfield-Cape Girardeau               |          | 37°12′14.58″N 93°17′23.96″W  |

### Montana
| Città       | Cattedrale                    | Chiesa            | Diocesi                         | Immagine | Localizzazione e riferimenti |
| ----------- | ----------------------------- | ----------------- | ------------------------------- | -------- | ---------------------------- |
| Billings    | Concattedrale di San Patrizio | Chiesa cattolica  | Diocesi di Great Falls-Billings |          | 45°46′55.2″N 108°30′40.32″W  |
| Great Falls | Cattedrale di Sant'Anna       | Chiesa cattolica  | Diocesi di Great Falls-Billings |          | 47°30′31.32″N 111°17′43.44″W |
| Helena      | Cattedrale di Sant'Elena      | Chiesa cattolica  | Diocesi di Helena               |          | 46°35′24.53″N 112°01′57.15″W |
| Helena      | Cattedrale di San Pietro      | Chiesa episcopale | Diocesi episcopale del Montana  |          | 46°35′33.03″N 112°02′23.23″W |

### Nebraska
| Città        | Cattedrale                                          | Chiesa            | Diocesi                         | Immagine | Localizzazione e riferimenti |
| ------------ | --------------------------------------------------- | ----------------- | ------------------------------- | -------- | ---------------------------- |
| Grand Island | Cattedrale della Natività della Beata Vergine Maria | Chiesa cattolica  | Diocesi di Grand Island         |          | 40°55′16″N 98°20′32″W        |
| Hastings     | Pro-Cattedrale di San Marco                         | Chiesa episcopale | Diocesi episcopale del Nebraska |          | 40°35′15.98″N 98°23′30.93″W  |
| Lincoln      | Cattedrale del Cristo Risorto                       | Chiesa cattolica  | Diocesi di Lincoln              |          | 47°30′31.32″N 111°17′43.44″W |
| Omaha        | Cattedrale di Santa Cecilia                         | Chiesa cattolica  | Arcidiocesi di Omaha            |          | 41°15′59.16″N 95°58′18.27″W  |
| Omaha        | Cattedrale della Trinità                            | Chiesa episcopale | Diocesi episcopale del Nebraska |          | 41°15′37″N 95°56′21″W        |

### Nevada
| Città     | Cattedrale                         | Chiesa           | Diocesi                  | Immagine | Localizzazione e riferimenti |
| --------- | ---------------------------------- | ---------------- | ------------------------ | -------- | ---------------------------- |
| Las Vegas | Cattedrale dell'Angelo Custode     | Chiesa cattolica | Arcidiocesi di Las Vegas |          | 36°07′50″N 115°09′49″W       |
| Reno      | Cattedrale di San Tommaso d'Aquino | Chiesa cattolica | Diocesi di Reno          |          | 39°31′33.92″N 119°49′02.28″W |

### New Hampshire
| Città      | Cattedrale                 | Chiesa                                | Diocesi               | Immagine | Localizzazione e riferimenti |
| ---------- | -------------------------- | ------------------------------------- | --------------------- | -------- | ---------------------------- |
| Manchester | Cattedrale di San Giuseppe | Chiesa cattolica                      | Diocesi di Manchester |          | 42°59′36″N 71°27′32.19″W     |
| Manchester | Cattedrale di San Giorgio  | Arcidiocesi greco-ortodossa d'America | Metropolia di Boston  |          | 42°59′24.09″N 71°26′11.5″W   |

### New Jersey
| Città    | Cattedrale                                | Chiesa                                                                      | Diocesi                                                        | Immagine | Localizzazione e riferimenti |
| -------- | ----------------------------------------- | --------------------------------------------------------------------------- | -------------------------------------------------------------- | -------- | ---------------------------- |
| Bayonne  | Cattedrale di San Giuseppe                | Chiesa cattolica sira                                                       | Eparchia di Nostra Signora della Liberazione negli Stati Uniti |          | 40°39′51.47″N 74°06′53.82″W  |
| Camden   | Cattedrale dell'Immacolata Concezione     | Chiesa cattolica                                                            | Diocesi di Camden                                              |          | 39°56′41″N 75°07′08″W        |
| Camden   | Pro-Cattedrale di San Giuseppe            | Chiesa cattolica                                                            | Diocesi di Camden                                              |          | 39°56′50.76″N 75°05′02.04″W  |
| Carteret | Cattedrale di San Demetrio                | Chiesa ortodossa ucraina degli USA                                          | Eparchia Orientale                                             |          | 40°35′02.75″N 74°13′14.32″W  |
| Howell   | Cattedrale di Sant'Alexander Nevsky       | Chiesa ortodossa russa fuori dalla Russia                                   | Eparchia d'America Orientale                                   |          | 40°06′56.23″N 74°12′59.26″W  |
| Metuchen | Cattedrale di San Francesco d'Assisi      | Chiesa cattolica                                                            | Diocesi di Metuchen                                            |          | 40°32′43.8″N 74°21′47″W      |
| Newark   | Cattedrale del Sacro Cuore                | Chiesa cattolica                                                            | Arcidiocesi di Newark                                          |          | 40°45′17.64″N 74°10′42.24″W  |
| Newark   | Pro-Cattedrale di San Patrizio            | Chiesa cattolica                                                            | Arcidiocesi di Newark                                          |          | 40°44′31.37″N 74°10′19.8″W   |
| Newark   | Cattedrale della Trinità e di San Filippo | Chiesa episcopale                                                           | Diocesi episcopale di Newark                                   |          | 40°44′31.37″N 74°10′19.8″W   |
| Paramus  | Cattedrale siro-ortodossa di San Marco    | Chiesa ortodossa siriaca                                                    | Arcieparchia degli Stati Uniti Orientali                       |          | 40°57′12.45″N 74°04′36.94″W  |
| Passaic  | Cattedrale di San Michele Arcangelo       | Chiesa greco-cattolica rutena                                               | Eparchia di Passaic                                            |          | 40°51′53.9″N 74°07′02.69″W   |
| Paterson | Cattedrale di San Giovanni Battista       | Chiesa cattolica                                                            | Diocesi di Paterson                                            |          | 40°54′46″N 74°10′21″W        |
| Paterson | Cattedrale di San Michele                 | Chiesa ortodossa russa fuori dalla Russia                                   | Eparchia d'America Orientale                                   |          | 40°55′12.09″N 74°11′08.41″W  |
| Tenafly  | Cattedrale di San Giovanni il Teologo     | Arcidiocesi greco-ortodossa d'America                                       | Metropolia di New Jersey                                       |          | 40°54′45.39″N 73°56′52.68″W  |
| Trenton  | Cattedrale dell'Assunzione di Maria       | Chiesa cattolica                                                            | Diocesi di Trenton                                             |          | 40°13′21.59″N 74°45′57.73″W  |
| Trenton  | Cattedrale della Trinità                  | Chiesa episcopale                                                           | Diocesi di New Jersey                                          |          | 40°13′46.84″N 74°47′13.75″W  |
| Trenton  | Cattedrale della Santa Assunzione         | Vera chiesa ortodossa russa (non in comunione con il Patriarcato Ecumenico) | Eparchia di Nord America                                       |          | 40°13′03.12″N 74°45′42.68″W  |

### Nuovo Messico
| Città       | Cattedrale                               | Chiesa            | Diocesi                           | Immagine | Localizzazione e riferimenti |
| ----------- | ---------------------------------------- | ----------------- | --------------------------------- | -------- | ---------------------------- |
| Albuquerque | Cattedrale di San Giovanni               | Chiesa episcopale | Diocesi episcopale del Rio Grande |          | 35°04′56.09″N 106°39′05.98″W |
| Gallup      | Cattedrale del Sacro Cuore               | Chiesa cattolica  | Diocesi di Gallup                 |          | 35°31′30.08″N 108°44′09.79″W |
| Las Cruces  | Cattedrale del Cuore Immacolato di Maria | Chiesa cattolica  | Diocesi di Las Cruces             |          | 32°17′57.62″N 106°45′57.02″W |
| Santa Fe    | Cattedrale di San Francesco d'Assisi     | Chiesa cattolica  | Arcidiocesi di Santa Fe           |          | 35°41′11.4″N 105°56′10.68″W  |

### Ohio
| Città             | Cattedrale                                             | Chiesa                                                      | Diocesi                                  | Immagine | Localizzazione e riferimenti |
| ----------------- | ------------------------------------------------------ | ----------------------------------------------------------- | ---------------------------------------- | -------- | ---------------------------- |
| Canton            | Cattedrale di San Giorgio                              | Chiesa greco-cattolica rumena                               | Eparchia di San Giorgio di Canton        |          | 40°50′43.78″N 81°21′34.28″W  |
| Cincinnati        | Cattedrale di San Pietro in Vincoli                    | Chiesa cattolica                                            | Arcidiocesi di Cincinnati                |          | 39°06′13.89″N 84°31′08.7″W   |
| Cincinnati        | Cattedrale di Christ Church                            | Chiesa episcopale                                           | Diocesi episcopale dell'Ohio meridionale |          | 39°06′03.32″N 84°30′26.81″W  |
| Cleveland         | Cattedrale di San Giovanni Evangelista                 | Chiesa cattolica                                            | Diocesi di Cleveland                     |          | 41°30′10.21″N 81°41′18.31″W  |
| Cleveland         | Cattedrale della Trinità                               | Chiesa episcopale                                           | Diocesi episcopale dell'Ohio             |          | 41°30′04″N 81°40′28″W        |
| Cleveland         | Cattedrale di San Teodosio                             | Chiesa ortodossa in America                                 | Diocesi ortodossa del Midwest            |          | 41°28′38″N 81°40′54″W        |
| Cleveland         | Cattedrale di Santa Maria                              | Chiesa ortodossa in America                                 | Episcopato rumeno                        |          | 41°27′52.77″N 81°48′00.03″W  |
| Cleveland         | Cattedrale dei Santi Boris e Gleb                      | Chiesa ortodossa autocefala ucraina negli USA-Sobornopravna |                                          |          | 41°29′04.94″N 81°43′32.61″W  |
| Cleveland Heights | Cattedrale dei Santi Costantino ed Elena               | Arcidiocesi greco-ortodossa d'America                       | Metropolia di Detroit                    |          | 41°31′08.38″N 81°33′34.43″W  |
| Columbus          | Cattedrale di San Giuseppe                             | Chiesa cattolica                                            | Diocesi di Columbus                      |          | 39°57′46″N 82°59′40.2″W      |
| Columbus          | Cattedrale dell'Annunciazione                          | Arcidiocesi greco-ortodossa d'America                       | Metropolia di Detroit                    |          | 39°58′23.8″N 83°00′10.5″W    |
| Parma             | Cattedrale di San Giovanni Battista                    | Chiesa greco-cattolica rutena                               | Eparchia di Parma                        |          | 41°24′13.98″N 81°41′33.6″W   |
| Parma             | Cattedrale di San Giosafat                             | Chiesa greco-cattolica ucraina                              | Eparchia di San Giosafat di Parma        |          | 41°24′24.92″N 81°42′45.36″W  |
| Parma             | Cattedrale di San Sava                                 | Chiesa ortodossa serba                                      | Eparchia dell'America Orientale          |          | 41°23′32.52″N 81°41′17.69″W  |
| Parma             | Cattedrale di San Vladimiro                            | Chiesa ortodossa ucraina degli USA                          | Eparchia Centrale                        |          | 41°24′06.08″N 81°42′36″W     |
| Parma             | Cattedrale di San Sergio                               | Chiesa ortodossa russa fuori dalla Russia                   | Eparchia di Mid-America                  |          | 41°23′14.21″N 81°41′08.92″W  |
| Reynoldsburg      | Cattedrale della Dormizione della Vergine Maria        | Chiesa ortodossa macedone                                   | Eparchia americana-canadese              |          | 39°58′40.41″N 82°47′31.14″W  |
| Rocky River       | Cattedrale dell'Annunciazione                          | Chiesa ortodossa rumena                                     | Arcieparchia delle Americhe              |          | 41°27′48.38″N 81°50′24.52″W  |
| Rossford          | Cattedrale di San Giorgio                              | Chiesa ortodossa in America                                 | Diocesi ortodossa del Midwest            |          | 41°35′29.19″N 83°33′31.73″W  |
| Steubenville      | Cattedrale del Santo Nome                              | Chiesa cattolica                                            | Diocesi di Steubenville                  |          | 40°21′19.8″N 80°37′10.2″W    |
| Toledo            | Cattedrale di Nostra Signora, Regina del Santo Rosario | Chiesa cattolica                                            | Diocesi di Toledo                        |          | 41°40′21″N 83°33′22″W        |
| Youngstown        | Cattedrale di San Columba                              | Chiesa cattolica                                            | Diocesi di Youngstown                    |          | 41°06′11.52″N 80°39′03.6″W   |

### Oklahoma
| Città         | Cattedrale                                         | Chiesa            | Diocesi                        | Immagine | Localizzazione e riferimenti |
| ------------- | -------------------------------------------------- | ----------------- | ------------------------------ | -------- | ---------------------------- |
| Oklahoma City | Cattedrale di Nostra Signora del Perpetuo Soccorso | Chiesa cattolica  | Arcidiocesi di Oklahoma City   |          | 35°30′09.76″N 97°31′51.52″W  |
| Oklahoma City | Cattedrale Vecchia di San Giuseppe                 | Chiesa cattolica  | Arcidiocesi di Oklahoma City   |          | 35°28′20″N 97°31′05″W        |
| Oklahoma City | Cattedrale di San Paolo                            | Chiesa episcopale | Diocesi episcopale di Oklahoma |          | 35°28′31.25″N 97°30′57.27″W  |
| Tulsa         | Cattedrale della Sacra Famiglia                    | Chiesa cattolica  | Diocesi di Tulsa               |          | 36°08′52″N 95°59′24″W        |

### Oregon
| Città      | Cattedrale                                         | Chiesa                                                                                 | Diocesi                        | Immagine | Localizzazione e riferimenti |
| ---------- | -------------------------------------------------- | -------------------------------------------------------------------------------------- | ------------------------------ | -------- | ---------------------------- |
| Baker City | Cathedral of St. Francis de Sales                  | Chiesa cattolica                                                                       | Diocesi di Baker               |          | 44°46′45.33″N 117°49′52.1″W  |
| Portland   | Cattedrale dell'Immacolata Concezione              | Chiesa cattolica                                                                       | Arcidiocesi di Portland        |          | 45°31′25.29″N 122°41′20.16″W |
| Portland   | Cattedrale della Trinità                           | Chiesa episcopale                                                                      | Diocesi episcopale dell'Oregon |          | 45°31′28.92″N 122°41′26.88″W |
| Portland   | Cattedrale della Santa Trinità                     | Arcidiocesi greco-ortodossa d'America                                                  | Metropolia di San Francisco    |          | 45°31′35.31″N 122°37′56.04″W |
| Portland   | Cattedrale della Natività della Santa Madre di Dio | Santa Chiesa ortodossa in Nord America (non in comunione con il Patriarcato Ecumenico) |                                |          | 45°33′20.89″N 122°33′15.88″W |

### Rhode Island
| Città      | Cattedrale                          | Chiesa            | Diocesi                             | Immagine | Localizzazione e riferimenti    |
| ---------- | ----------------------------------- | ----------------- | ----------------------------------- | -------- | ------------------------------- |
| Providence | Cattedrale dei Santi Pietro e Paolo | Chiesa cattolica  | Diocesi di Providence               |          | 41°49′09″N 71°25′01″W           |
| Providence | Cattedrale di San Giovanni          | Chiesa episcopale | Diocesi episcopale del Rhode Island |          | 41°49′51.9888″N 71°24′35.4816″W |

### Tennessee
| Città     | Cattedrale                            | Chiesa            | Diocesi                                      | Immagine | Localizzazione e riferimenti |
| --------- | ------------------------------------- | ----------------- | -------------------------------------------- | -------- | ---------------------------- |
| Knoxville | Cattedrale del Sacro Cuore            | Chiesa cattolica  | Diocesi di Knoxville                         |          | 35°55′33.35″N 84°00′03.32″W  |
| Knoxville | Cattedrale di San Giovanni            | Chiesa episcopale | Diocesi episcopale del Tennessee orientale   |          | 35°57′44.32″N 83°55′06.88″W  |
| Memphis   | Cattedrale dell'Immacolata Concezione | Chiesa cattolica  | Diocesi di Memphis                           |          | 35°07′33.72″N 90°00′18.62″W  |
| Memphis   | Cattedrale di Santa Maria             | Chiesa episcopale | Diocesi episcopale del Tennessee occidentale |          | 35°08′47.75″N 90°02′11.12″W  |
| Nashville | Cattedrale dell'Incarnazione          | Chiesa cattolica  | Diocesi di Nashville                         |          | 36°09′04.01″N 86°47′59.08″W  |
| Nashville | Cattedrale di Christ Church           | Chiesa episcopale | Diocesi episcopale del Tennessee             |          | 36°09′31.79″N 86°46′59.49″W  |

### Utah
| Città          | Cattedrale                          | Chiesa            | Diocesi                      | Immagine | Localizzazione e riferimenti |
| -------------- | ----------------------------------- | ----------------- | ---------------------------- | -------- | ---------------------------- |
| Salt Lake City | Cattedrale di Santa Maria Maddalena | Chiesa cattolica  | Diocesi di Salt Lake City    |          | 40°46′11.4″N 111°52′53.88″W  |
| Salt Lake City | Cattedrale di San Marco             | Chiesa episcopale | Diocesi episcopale dell'Utha |          | 40°46′03.5″N 111°53′03.92″W  |

### Vermont
| Città      | Cattedrale                 | Chiesa            | Diocesi                        | Immagine | Localizzazione e riferimenti |
| ---------- | -------------------------- | ----------------- | ------------------------------ | -------- | ---------------------------- |
| Burlington | Cattedrale di San Giuseppe | Chiesa cattolica  | Diocesi di Burlington          |          | 44°29′00.52″N 73°12′52.82″W  |
| Burlington | Cattedrale di San Paolo    | Chiesa episcopale | Diocesi episcopale del Vermont |          | 44°28′47.44″N 73°13′06.27″W  |

### Virginia
| Città          | Cattedrale                               | Chiesa                                | Diocesi                           | Immagine | Localizzazione e riferimenti |
| -------------- | ---------------------------------------- | ------------------------------------- | --------------------------------- | -------- | ---------------------------- |
| Arlington      | Cattedrale di San Tommaso Moro           | Chiesa cattolica                      | Diocesi di Arlington              |          | 38°52′14.96″N 77°06′12.41″W  |
| Norfolk        | Cattedrale dell'Annunciazione            | Arcidiocesi greco-ortodossa d'America | Metropolia di New Jersey          |          | 36°54′29.49″N 76°16′26.55″W  |
| Orkney Springs | Cattedrale della Trasfigurazione         | Chiesa episcopale                     | Diocesi episcopale della Virginia |          | 38°47′41.1″N 78°49′15.54″W   |
| Richmond       | Cattedrale del Sacro Cuore               | Chiesa cattolica                      | Diocesi di Richmond               |          | 37°32′50.84″N 77°27′07.77″W  |
| Richmond       | Cattedrale dei Santi Costantino ed Elena | Arcidiocesi greco-ortodossa d'America | Metropolia di New Jersey          |          | 37°33′41.38″N 77°29′37.01″W  |

### Virginia Occidentale
| Città      | Cattedrale                    | Chiesa                                            | Diocesi                                       | Immagine | Localizzazione e riferimenti |
| ---------- | ----------------------------- | ------------------------------------------------- | --------------------------------------------- | -------- | ---------------------------- |
| Charleston | Concattedrale del Sacro Cuore | Chiesa cattolica                                  | Diocesi di Wheeling-Charleston                |          | 38°20′49.63″N 81°37′57.97″W  |
| Charleston | Cattedrale di San Giorgio     | Arcidiocesi ortodossa antiochena del Nord America | Diocesi di Charleston, Oakland e Mid-Atlantic |          | 38°21′10.07″N 81°38′08.34″W  |
| Wheeling   | Cattedrale di San Giuseppe    | Chiesa cattolica                                  | Diocesi di Wheeling-Charleston                |          | 40°03′59.5″N 80°43′11.14″W   |

### Washington
| Città   | Cattedrale                              | Chiesa                                                                                 | Diocesi                       | Immagine | Localizzazione e riferimenti |
| ------- | --------------------------------------- | -------------------------------------------------------------------------------------- | ----------------------------- | -------- | ---------------------------- |
| Seattle | Cattedrale di San Giacomo               | Chiesa cattolica                                                                       | Arcidiocesi di Seattle        |          | 47°36′27.3″N 122°19′33.38″W  |
| Seattle | Cattedrale di San Marco                 | Chiesa episcopale                                                                      | Diocesi episcopale di Olympia |          | 47°37′54.69″N 122°19′17.57″W |
| Seattle | Cattedrale di Santo Spiridione          | Chiesa ortodossa in America                                                            | Diocesi dell'Occidente        |          | 47°37′19.62″N 122°19′49.07″W |
| Seattle | Cattedrale di San Nicola                | Chiesa ortodossa russa fuori dalla Russia                                              |                               |          | 47°37′01.1″N 122°18′54.66″W  |
| Seattle | Cattedrale di San Nectarios             | Santa chiesa ortodossa in Nord America (non in comunione con il Patriarcato Ecumenico) |                               |          | 47°42′12.8″N 122°20′18.75″W  |
| Spokane | Cattedrale di Nostra Signora di Lourdes | Chiesa cattolica                                                                       | Diocesi di Spokane            |          | 47°39′29.88″N 117°25′42.35″W |
| Spokane | Cattedrale di San Giovanni Evangelista  | Chiesa episcopale                                                                      | Diocesi episcopale di Spokane |          | 47°38′41.14″N 117°24′33.7″W  |
| Yakima  | Cattedrale di San Paolo                 | Chiesa cattolica                                                                       | Diocesi di Yakima             |          | 46°35′45.92″N 120°31′30.84″W |

### Wisconsin
| Città       | Cattedrale                             | Chiesa                 | Diocesi                                          | Immagine | Localizzazione e riferimenti |
| ----------- | -------------------------------------- | ---------------------- | ------------------------------------------------ | -------- | ---------------------------- |
| Eau Claire  | Cattedrale di Christ Church            | Chiesa episcopale      | Diocesi episcopale di Eau Claire                 |          | 44°48′33.37″N 91°29′47.6″W   |
| Fond du Lac | Cattedrale di San Paolo                | Chiesa episcopale      | Diocesi episcopale di Fond du Lac                |          | 43°46′45.22″N 88°26′56.37″W  |
| Green Bay   | Cattedrale di San Francesco Saverio    | Chiesa cattolica       | Diocesi di Green Bay                             |          | 44°30′40.91″N 88°00′40.89″W  |
| La Crosse   | Cattedrale di San Giuseppe Lavoratore  | Chiesa cattolica       | Diocesi di La Crosse                             |          | 43°48′41.09″N 91°14′54.81″W  |
| Madison     | Cattedrale di San Raffaele             | Chiesa cattolica       | Diocesi di Madison                               |          | 43°04′20.24″N 89°23′08.61″W  |
| Milwaukee   | Cattedrale di San Giovanni Evangelista | Chiesa cattolica       | Arcidiocesi di Milwaukee                         |          | 43°02′30.63″N 87°54′14.3″W   |
| Milwaukee   | Cattedrale di Tutti i Santi            | Chiesa episcopale      | Diocesi episcopale di Milwaukee                  |          | 43°02′44.59″N 87°54′04.82″W  |
| Milwaukee   | Cattedrale di San Sava                 | Chiesa ortodossa serba | Eparchia di Nuova Gračanica e Midwestern America |          | 42°59′11.77″N 87°58′44.08″W  |
| Superior    | Cattedrale di Cristo Re                | Chiesa cattolica       | Diocesi di Superior                              |          | 46°43′15.25″N 92°05′39.06″W  |

### Wyoming
| Città    | Cattedrale                | Chiesa            | Diocesi                        | Immagine | Localizzazione e riferimenti |
| -------- | ------------------------- | ----------------- | ------------------------------ | -------- | ---------------------------- |
| Cheyenne | Cattedrale di Santa Maria | Chiesa cattolica  | Diocesi di Cheyenne            |          | 41°08′15.31″N 104°49′05.49″W |
| Laramie  | Cattedrale di San Matteo  | Chiesa episcopale | Diocesi episcopale del Wyoming |          | 41°18′44.56″N 105°35′34.26″W |